# I-Tipferl-Polka
I-Tipferl-Polka (Pricken-över-i-polka), op. 377, är en polka-française av Johann Strauss den yngre. Den framfördes första gången sommaren 1877.

## Historia
Den 3 januari 1877 hade Johann Strauss femte operett premiär: Prinz Methusalem. Medan texten fick en del kritik hyllades Strauss musik och ansågs överträffa allt vad han dittills hade presterat för scenen. Sin vana trogen arrangerade han en rad orkesterstycken på motiv ur den nya operetten. Kritikern Ludwig Speidel skrev i tidningen Fremden-Blatt dagen efter premiären av operetten: "Den huvudsakliga komiska rollen var i säkra händer hos Herr Matras. I 'Prinz Methusalem' har den populäre komiske aktören utformat en av sina bästa och särskilt utformandet av den komiska sången ['Das Tipferl auf dem i'] måste rubriceras såsom oförliknelig". Mot slutet av sången förekommer orden: "Am End' fand man das Zipferl, / die Ursach' ist halt die: / der Mann vergass das Tipferl, / das Tipferl auf dem i!" ('Till slut fann man den lösa änden, / och anledningen var: / mannen glömde pricken, / pricken över i!'). Både titeln och musiken till polkan var hämtade från sången.
Polkan framfördes första gången i Wien sommaren 1877 av något av de många militärorkestrar som var förlagda till huvudstaden. Publiken kände redan igen den komiska sången från operetten och från kringvandrande sångare som var snabba att ta upp populära melodier i sin repertoar. Inte förrän den 21 oktober 1877 förekom polkan på ett av ett Capelle Strauss konsertprogram då Eduard Strauss dirigerade den på en söndagskonsert i Gyllene salen i Musikverein. Ytterligare sexton månader gick innan Johann Strauss själv dirigerade polkan för första gången i Paris den 20 februari 1879.

## Om polkan
Speltiden är ca 4 minuter och 58 sekunder plus minus några sekunder beroende på dirigentens musikaliska tolkning.
Polkan var ett av fem verk där Strauss återanvände musik från operetten Prinz Methusalem:
- O schöner Mai!, Vals, Opus 375
- Methusalem-Quadrille, Kadrilj, Opus 376
- I-Tipferl-Polka, Polka-francaise, Opus 377
- Banditen-Galopp, Polka-Schnell, Opus 378
- Kriegers Liebchen, Polkamazurka, Opus 379